# Callionymus maculatus
Callionymus maculatus, tên thông thường là cá đàn lia đốm, là một loài cá biển thuộc chi Callionymus trong họ Cá đàn lia. Loài này được mô tả lần đầu tiên vào năm 1810.

## Phân bố và môi trường sống
C. maculatus có phạm vi phân bố rộng rãi ở Đông Bắc Đại Tây Dương. C. maculatus xuất hiện từ Iceland và Tây Na Uy, trải rộng về phía nam, dọc theo vùng bờ biển các nước Tây Âu đến Sénégal ở Tây Phi. C. maculatus cũng đã được ghi nhận khắp Địa Trung Hải, bao gồm cả biển Adriatic và biển Aegea nhưng không có mặt ở Biển Đen. C. maculatus sống trên đáy cát, được tìm thấy ở độ sâu khoảng từ 22 đến 630 m.

## Mô tả
Chiều dài tối đa được ghi nhận ở C. maculatus là khoảng 16,5 cm. C. maculatus là loài dị hình giới tính: vây lưng thứ nhất và thứ hai của cá đực vươn cao hơn so với cá cái, và màu sắc trên cơ thể cũng có đôi chút khác biệt. Cơ thể của chúng có màu vàng cát đến màu nâu. Lưng có các đốm và chấm màu trắng. Hai bên thân có 2 hàng đốm đen. Cả hai vây lưng của cá đực có những hàng đốm đen trên màng vây; cá cái không có điểm này.
Cá đàn lia đốm là một loài cá sống đáy trên nền cát. Giống như các loài khác thuộc họ Callionymidae, loài cá này sinh sản theo cặp và có trứng, ấu trùng và hậu ấu trùng sống gần mặt biển khơi. Trong một nghiên cứu được thực hiện ở Scotland, mùa sinh sản của C. maculatus là từ tháng 4 đến tháng 9. Cá cái trưởng thành nhanh hơn cá đực và là cá đẻ theo loạt. Cá đực thuần thục sinh dục ở những độ tuổi khác nhau. Các tia của vây lưng, vây hậu môn và vây đuôi phát triển với tốc độ bằng nhau ở cá cái nhưng phát triển với tốc độ khác nhau ở cá đực sau khi đạt được sự thuần thục. Thức ăn của C. maculatus là các loài động vật không xương sống ở sát đáy, chủ yếu là giun, ốc biển và động vật giáp xác. Cụ thể, loài này ăn chủ yếu là giun nhiều tơ (Polychaeta) và giáp xác chân hai loại (Amphipoda), nhưng thân mềm hai mảnh vỏ (Bivalvia), tôm và sao biển đuôi rắn (Ophiuroidea) cũng là thành phần thường xuyên trong khẩu phần ăn của nó. Các cá thể nhỏ hơn ăn nhiều giáp xác chân hai loại và ít ăn giun nhiều tơ hơn các cá thể lớn hơn.
Số gai ở vây lưng: 4; Số tia vây mềm ở vây lưng: 9; Số gai ở vây hậu môn: 0; Số tia vây mềm ở vây hậu môn: 9; Số tia vây mềm ở vây ngực: 17 - 22; Số gai ở vây bụng: 1; Số tia vây mềm ở vây bụng: 5.